# Asher (Oklahoma)
Asher é uma cidade  localizada no estado norte-americano de Oklahoma, no Condado de Pottawatomie.

## Demografia
Segundo o censo norte-americano de 2000, a sua população era de 419 habitantes. 
Em 2006, foi estimada uma população de 433, um aumento de 14 (3.3%).

## Geografia
De acordo com o United States Census Bureau tem uma área de 
2,1 km², dos quais 2,1 km² cobertos por terra e 0,0 km² cobertos por água. Asher localiza-se a aproximadamente 315 m acima do nível do mar.

## Localidades na vizinhança
O diagrama seguinte representa as localidades num raio de 20 km ao redor de Asher. 